# Saison 2010-2011 de la MHL
Saison précédente Saison suivante
La saison 2010-2011 est la deuxième saison de la Molodiojnaïa Hokkeïnaïa Liga (désignée par le sigle MHL), le championnat des équipes juniors de la KHL.

## Équipes

### Conférence Ouest
Division Nord-Ouest
| Nom             | Équipe professionnelle | Localisation      | Patinoire                    | Entrée dans la ligue |
| --------------- | ---------------------- | ----------------- | ---------------------------- | -------------------- |
| Almaz           | Severstal Tcherepovets | Tcherepovets      | Palais de glace Tcherepovets | 2009                 |
| Minskie Zoubry  | Dinamo Minsk           | Minsk             | Palais des sports de Minsk   | 2010                 |
| Loko            | Lokomotiv Iaroslavl    | Iaroslavl         | Palais des sports Torpedo    | 2009                 |
| Riga            | Dinamo Riga            | Riga              | Riga Arena                   | 2010                 |
| Serebrianye Lvi | Saint-Pétersbourg      | Saint-Pétersbourg | Palais de glace Spartak      | 2010                 |
| SKA-1946        | SKA Saint-Pétersbourg  | Saint-Pétersbourg | Palais des sports Ioubileïny | 2009                 |
| Iounost         | HK Iounost Minsk       | Minsk             | Palais de glace Minsk        | 2010                 |
| MHK Khimik      | Khimik Voskressensk    | Voskressensk      | Palais de glace Podmoskovie  | 2009                 |

Division Centre
| Nom                     | Équipe professionnelle | Localisation | Patinoire                         | Entrée dans la ligue |
| ----------------------- | ---------------------- | ------------ | --------------------------------- | -------------------- |
| Mytichtchinskye Atlanty | Atlant Mytichtchi      | Mytichtchi   | Mytichtchi Arena                  | 2009                 |
| Amourskie Tigry         | Amour Khabarovsk       | Khabarovsk   | Platinum Arena                    | 2010                 |
| Krylia Sovetov          | Krylia Sovetov         | Dmitrov      | Complexe sportif Dmitrov          | 2009                 |
| Krasnaïa Armia          | HK CSKA Moscou         | Moscou       | Palais des sports CSKA            | 2009                 |
| Cherif                  | OHK Dinamo             | Tver         | Complexe sportif Ioubilieïny      | 2009                 |
| Rousskie Vitiazi        | Vitiaz Tchekhov        | Tchekhov     | Centre de hockey sur glace Vitiaz | 2009                 |
| MHK Spartak             | HK Spartak Moscou      | Moscou       | Palais des sports Sokolniki       | 2009                 |

### Conférence Est
Division Volga
| Nom         | Équipe professionnelle   | Localisation     | Patinoire                   | Entrée dans la ligue |
| ----------- | ------------------------ | ---------------- | --------------------------- | -------------------- |
| Belye Tigry | HK Gazprom-OSU           | Orenbourg        | Palais des glaces Zvezdny   | 2010                 |
| Olimpia     | Olimpia Kirovo-Tchepetsk | Kirovo-Tchepetsk | Olimp Arena                 | 2010                 |
| Bars        | Ak Bars Kazan            | Kazan            | TatNeft Arena               | 2009                 |
| Ladia       | Lada Togliatti           | Togliatti        | Palais des sports Volgar    | 2009                 |
| Tchaïka     | Torpedo Nijni Novgorod   | Nijni Novgorod   | Palais des sports Nagorny   | 2009                 |
| Reaktor     | Neftekhimik Nijnekamsk   | Nijnekamsk       | Palais de glace Neftekhimik | 2009                 |
| Tolpar      | Salavat Ioulaïev Oufa    | Oufa             | Oufa Arena                  | 2009                 |

Division Oural-Sibérie
| Nom                 | Équipe professionnelle      | Localisation   | Patinoire                                  | Entrée dans la ligue |
| ------------------- | --------------------------- | -------------- | ------------------------------------------ | -------------------- |
| Omskie Iastreby     | Avangard Omsk               | Omsk           | Omsk Arena                                 | 2009                 |
| Avto                | Avtomobilist Iekaterinbourg | Iekaterinbourg | KRK Ouralets                               | 2009                 |
| Kouznetskie Medvedi | Metallourg Novokouznetsk    | Novokouznetsk  | Palais des sports Kouznetskik Metallourgov | 2009                 |
| Sibirskie Snaïpery  | Sibir Novossibirsk          | Novossibirsk   | Palais des sports de glace Sibir           | 2009                 |
| Belye Medvedi       | Traktor Tcheliabinsk        | Tcheliabinsk   | Traktor Arena                              | 2009                 |
| Gazovik             | Gazovik Tioumen             | Tioumen        | Palais des sports Tioumen                  | 2010                 |
| Stalnye Lissy       | Metallourg Magnitogorsk     | Magnitogorsk   | Arena Metallourg                           | 2009                 |

## Saison régulière
Conférence Ouest
| Division Nord-Ouest               | PJ | V  | VP | VF | DP | DF | D | BP  | BC  | Pts |
| --------------------------------- | -- | -- | -- | -- | -- | -- | - | --- | --- | --- |
| MHK Khimik                        | 56 | 31 | 1  | 3  | 15 | 1  | 5 | 170 | 126 | 107 |
| Riga                              | 56 | 30 | 1  | 3  | 21 | 1  | 0 | 186 | 141 | 99  |
| Loko                              | 56 | 27 | 3  | 3  | 18 | 1  | 4 | 190 | 156 | 98  |
| Almaz                             | 56 | 26 | 3  | 3  | 23 | 0  | 1 | 209 | 160 | 91  |
| SKA-1976                          | 56 | 22 | 1  | 3  | 21 | 3  | 6 | 151 | 149 | 83  |
| Minskie Zouby                     | 56 | 20 | 3  | 3  | 21 | 3  | 6 | 145 | 165 | 81  |
| Iounost                           | 56 | 17 | 3  | 1  | 26 | 4  | 5 | 127 | 186 | 68  |
| Serebrianye Lvi Saint-Pétersbourg | 56 | 9  | 0  | 1  | 41 | 2  | 3 | 96  | 232 | 34  |

| Division Centre         | PJ | V  | VP | VF | DP | DF | D | BP  | BC  | Pts |
| ----------------------- | -- | -- | -- | -- | -- | -- | - | --- | --- | --- |
| Krasnaïa Armia          | 54 | 30 | 1  | 2  | 20 | 0  | 1 | 222 | 180 | 97  |
| Amourskie Tigry         | 54 | 31 | 0  | 1  | 21 | 0  | 1 | 175 | 136 | 96  |
| Mytichtchinskye Atlanty | 54 | 25 | 4  | 5  | 18 | 1  | 1 | 188 | 151 | 95  |
| Krylia Sovetov          | 54 | 22 | 2  | 4  | 20 | 4  | 2 | 175 | 158 | 84  |
| MHK Spartak             | 54 | 19 | 3  | 3  | 26 | 3  | 0 | 152 | 174 | 72  |
| Cherif                  | 54 | 18 | 1  | 2  | 24 | 3  | 5 | 128 | 164 | 68  |
| Rousskie Vitiazi        | 54 | 18 | 2  | 2  | 26 | 3  | 2 | 171 | 221 | 67  |

Conférence Est
| Division Volga | PJ | V  | VP | VF | DP | DF | D | BP  | BC  | Pts |
| -------------- | -- | -- | -- | -- | -- | -- | - | --- | --- | --- |
| Tolpar         | 53 | 37 | 0  | 1  | 7  | 2  | 6 | 222 | 106 | 121 |
| Bars           | 53 | 27 | 2  | 2  | 21 | 0  | 1 | 177 | 134 | 90  |
| Belye Tigry    | 53 | 26 | 2  | 1  | 18 | 4  | 2 | 187 | 180 | 90  |
| Reaktor        | 53 | 26 | 2  | 3  | 21 | 0  | 1 | 176 | 171 | 89  |
| Tchaïka        | 53 | 17 | 2  | 4  | 27 | 2  | 1 | 131 | 152 | 66  |
| Olimpia        | 53 | 11 | 0  | 1  | 34 | 1  | 6 | 122 | 201 | 42  |
| Ladia          | 53 | 3  | 1  | 3  | 42 | 1  | 3 | 109 | 245 | 21  |

| Division Oural-Sibérie | PJ | V  | VP | VF | DP | DF | D | BP  | BC  | Pts |
| ---------------------- | -- | -- | -- | -- | -- | -- | - | --- | --- | --- |
| Stalnye Lissy          | 53 | 29 | 3  | 5  | 10 | 0  | 6 | 207 | 151 | 109 |
| Omskie Iastreby        | 53 | 30 | 1  | 6  | 14 | 1  | 1 | 183 | 142 | 106 |
| Avto                   | 53 | 32 | 1  | 2  | 16 | 0  | 2 | 206 | 160 | 104 |
| Belye Medvedi          | 53 | 28 | 0  | 4  | 19 | 0  | 2 | 185 | 153 | 94  |
| Gazovik                | 53 | 24 | 0  | 4  | 21 | 1  | 3 | 158 | 143 | 84  |
| Kouznetskie Medvedi    | 53 | 15 | 0  | 3  | 32 | 1  | 2 | 142 | 174 | 54  |
| Sibirskie Snaïpery     | 53 | 10 | 0  | 3  | 37 | 0  | 3 | 107 | 186 | 39  |

- Équipe qualifiée pour les séries éliminatoires de la Coupe Kharlamov
- Équipe ayant terminé la saison

### Meilleurs pointeurs
| Joueur             | Équipe         | PJ | B  | A  | Pts | Pun |
| ------------------ | -------------- | -- | -- | -- | --- | --- |
| Kirill Polozov     | Tolpar         | 53 | 32 | 45 | 77  | 30  |
| Nikita Totchitski  | SKA-1946       | 52 | 19 | 56 | 75  | 54  |
| Sergueï Iemeline   | Tolpar         | 53 | 33 | 35 | 68  | 18  |
| Filipp Savtchenko  | Avto           | 43 | 35 | 31 | 66  | 34  |
| Dmitri Potaïtchouk | Belye Tigry    | 52 | 29 | 35 | 64  | 30  |
| Artiom Gareïev     | Tolpar         | 50 | 26 | 34 | 60  | 49  |
| Daniil Apalkov     | Stalnye Lissy  | 47 | 22 | 38 | 60  | 16  |
| Albert Konozov     | SKA-1946       | 54 | 29 | 30 | 59  | 70  |
| Nikita Goussev     | Krasnaïa Armia | 38 | 22 | 37 | 59  | 14  |
| Nikita Koutcherov  | Krasnaïa Armia | 41 | 27 | 31 | 58  | 81  |

### Meneurs
| Paramètre évalué | Vainqueur                         | Deuxième                             | Troisième                                     |
| Points           | 77, Kirill Polozov Tolpar         | 75, Nikita Totchitski SKA-1946       | 68, Sergueï Iemeline Tolpar                   |
| Buts             | 35, Filipp Savtchenko Avto        | 33, Sergueï Iemeline Tolpar          | 32, Artiom Koznovski Olimpia, Omskie Iastreby |
| Assistances      | 56, Nikita Totchitski SKA-1946    | 45, Kirill Polozov Tolpar            | 38, Iaroslav Alchevski Reaktor                |
| +/-              | 49, Sergueï Iemeline Tolpar       | 45, Iefim Gourkine Tolpar            | 43, Kirill Polozov Tolpar                     |
| Pénalités        | 151, Roman Kobelev Olimpia        | 138, Valeri Boiarskikh Minskie Zouby | 137, Iegor Repestki Sibirskie Snaïpery        |
| MOY              | 1,79, Rafael Khakimov Tolpar      | 1,93, Ievgueni Ivannikov SKA-1946    | 2,06, Roman Smiriaguine Almaz                 |
| ARR%             | 93 %, Ievgueni Ivannikov SKA-1946 | 93 %, Rafael Khakimov Tolpar         | 92,8 %, Roman Smiriaguine Almaz               |
| ---------------- | --------------------------------- | ------------------------------------ | --------------------------------------------- |

## Coupe Kharlamov
|  | Huitièmes de finale     | Huitièmes de finale     |                |                        | Quarts de finale       | Quarts de finale |  |  | Demi-finales | Demi-finales |  |  | Finale | Finale |
|  | Huitièmes de finale     | Huitièmes de finale     |                |                        | Quarts de finale       | Quarts de finale |  |  | Demi-finales | Demi-finales |  |  | Finale | Finale |
|  |                         |                         |                |                        |                        |                  |  |  |              |              |  |  |        |        |
|  |                         |                         |                |                        |                        |                  |  |  |              |              |  |  |        |        |
|  |                         |                         |                |                        |                        |                  |  |  |              |              |  |  |        |        |
|  | MHK Khimik              | 3                       |                |                        |                        |                  |  |  |              |              |  |  |        |        |
|  | MHK Khimik              | 3                       |                |                        |                        |                  |  |  |              |              |  |  |        |        |
|  | Krylia Sovetov          | 1                       |                |                        |                        |                  |  |  |              |              |  |  |        |        |
|  | Krylia Sovetov          | 1                       | MHK Khimik     | 3                      |                        |                  |  |  |              |              |  |  |        |        |
|  |                         |                         | MHK Khimik     | 3                      |                        |                  |  |  |              |              |  |  |        |        |
|  |                         | Amourskie Tigry         | 2              |                        |                        |                  |  |  |              |              |  |  |        |        |
|  | Amourskie Tigry         | Amourskie Tigry         | 2              | 3                      |                        |                  |  |  |              |              |  |  |        |        |
|  | Amourskie Tigry         |                         |                | 3                      |                        |                  |  |  |              |              |  |  |        |        |
|  | Loko                    | 0                       |                |                        |                        |                  |  |  |              |              |  |  |        |        |
|  | Loko                    | 0                       | MHK Khimik     | 1                      |                        |                  |  |  |              |              |  |  |        |        |
|  |                         |                         | MHK Khimik     | 1                      |                        |                  |  |  |              |              |  |  |        |        |
|  |                         | Krasnaïa Armia          | 3              |                        |                        |                  |  |  |              |              |  |  |        |        |
|  | Krasnaïa Armia          | Krasnaïa Armia          | 3              | 3                      |                        |                  |  |  |              |              |  |  |        |        |
|  | Krasnaïa Armia          |                         |                | 3                      |                        |                  |  |  |              |              |  |  |        |        |
|  | Almaz                   | 2                       |                |                        |                        |                  |  |  |              |              |  |  |        |        |
|  | Almaz                   | 2                       | Krasnaïa Armia | 3                      |                        |                  |  |  |              |              |  |  |        |        |
|  |                         |                         | Krasnaïa Armia | 3                      |                        |                  |  |  |              |              |  |  |        |        |
|  |                         | Mytichtchinskye Atlanty | 0              |                        |                        |                  |  |  |              |              |  |  |        |        |
|  | Riga                    | Mytichtchinskye Atlanty | 0              | 0                      |                        |                  |  |  |              |              |  |  |        |        |
|  | Riga                    |                         |                | 0                      |                        |                  |  |  |              |              |  |  |        |        |
|  | Mytichtchinskye Atlanty | 3                       |                |                        |                        |                  |  |  |              |              |  |  |        |        |
|  | Mytichtchinskye Atlanty | 3                       | Krasnaïa Armia | 4                      |                        |                  |  |  |              |              |  |  |        |        |
|  |                         |                         | Krasnaïa Armia | 4                      |                        |                  |  |  |              |              |  |  |        |        |
|  |                         | Stalnye Lissy           | 0              |                        |                        |                  |  |  |              |              |  |  |        |        |
|  | Tolpar                  | Stalnye Lissy           | 0              | 3                      |                        |                  |  |  |              |              |  |  |        |        |
|  | Tolpar                  |                         |                | 3                      |                        |                  |  |  |              |              |  |  |        |        |
|  | Belye Medvedi           | 2                       |                |                        |                        |                  |  |  |              |              |  |  |        |        |
|  | Belye Medvedi           | 2                       | Tolpar         | 3                      |                        |                  |  |  |              |              |  |  |        |        |
|  |                         |                         | Tolpar         | 3                      |                        |                  |  |  |              |              |  |  |        |        |
|  |                         | Belye Tigry             | 0              |                        |                        |                  |  |  |              |              |  |  |        |        |
|  | Omskie Iastreby         | Belye Tigry             | 0              | 1                      |                        |                  |  |  |              |              |  |  |        |        |
|  | Omskie Iastreby         |                         |                | 1                      |                        |                  |  |  |              |              |  |  |        |        |
|  | Belye Tigry             | 3                       |                |                        |                        |                  |  |  |              |              |  |  |        |        |
|  | Belye Tigry             | 3                       | Tolpar         | 2                      |                        |                  |  |  |              |              |  |  |        |        |
|  |                         |                         | Tolpar         | 2                      |                        |                  |  |  |              |              |  |  |        |        |
|  |                         | Stalnye Lissy           | 3              |                        |                        |                  |  |  |              |              |  |  |        |        |
|  | Stalnye Lissy           | Stalnye Lissy           | 3              | 3                      |                        |                  |  |  |              |              |  |  |        |        |
|  | Stalnye Lissy           |                         |                | 3                      |                        |                  |  |  |              |              |  |  |        |        |
|  | Reaktor                 | 2                       |                | Match pour la 3e place | Match pour la 3e place |                  |  |  |              |              |  |  |        |        |
|  | Reaktor                 | 2                       | Stalnye Lissy  | Match pour la 3e place | Match pour la 3e place | 3                |  |  |              |              |  |  |        |        |
|  |                         |                         | Stalnye Lissy  |                        |                        | 3                |  |  |              |              |  |  |        |        |
|  |                         | Avto                    | 0              |                        |                        |                  |  |  |              |              |  |  |        |        |
|  | Bars                    | Avto                    | 0              | 0                      | MHK Khimik             | 0                |  |  |              |              |  |  |        |        |
|  | Bars                    |                         |                | 0                      | MHK Khimik             | 0                |  |  |              |              |  |  |        |        |
|  | Avto                    | 3                       |                | Tolpar                 | 2                      |                  |  |  |              |              |  |  |        |        |
|  | Avto                    | 3                       |                | Tolpar                 | 2                      |                  |  |  |              |              |  |  |        |        |

## Classement final
| Place | Équipe                            |
| ----- | --------------------------------- |
| 1     | Krasnaïa Armia                    |
| 2     | Stalnye Lissy                     |
| 3     | Tolpar                            |
| 4     | MHK Khimik                        |
| 5     | Avto                              |
| 6     | Amourskie Tigry                   |
| 7     | Mytichtchinskye Atlanty           |
| 8     | Belye Tigry                       |
| 9     | Omskie Iastreby                   |
| 10    | Riga                              |
| 11    | Loko                              |
| 12    | Belye Medvedi                     |
| 13    | Almaz                             |
| 14    | Bars                              |
| 15    | Reaktor                           |
| 16    | Krylia Sovetov                    |
| 17    | Gazovik                           |
| 18    | SKA-1946                          |
| 19    | Minskie Zouby                     |
| 20    | MHK Spartak                       |
| 21    | Rousskie Vitiazi                  |
| 22    | Cherif                            |
| 23    | Iounost                           |
| 24    | Tchaïka                           |
| 25    | Kouznetskie Medvedi               |
| 26    | Olimpia                           |
| 27    | Sibirskie Snaïpery                |
| 28    | Serebrianye Lvi Saint-Pétersbourg |
| 29    | Ladia                             |

## Vainqueurs de la Coupe Kharlamov
| Vainqueurs Coupe Kharlamov Krasnaïa Armia | Gardiens : Sergueï Gaïdoutchenko, Iegor Oseledets, Mikhaïl Souchkov Défenseur s: Leonid Belenki, Alekseï Kojevnikov, Andreï Kondrachev, Maksim Koudriachov, Kristofer Kravtchouk, Alekseï Martchenko (A), Mikhaïl Naoumenkov, Igor Ojiganov, Mikhaïl Pachnine, Andreï Sergueïev, Stefan Stepanov Attaquants : Sergueï Andronov, Sergueï Barbachev, Igor Fefelov, Gueorgui Gourianov, Nikita Goussev, Mikhaïl Grigorenko, Aleksandr Groudakov, Denis Kamaïev, Viatcheslav Kouliomine (A), Nikita Koutcherov, Roman Lioubimov (C), Artiom Moguila, Mikhaïl Plotnikov, Nikolaï Prokhorkine, Aleksandr Tortcheniouk Entraîneurs : Viatcheslav Boutsaïev, Ievgueni Namestnikov |

## Match des étoiles
Le Match des étoiles oppose une sélection de joueurs de la conférence Ouest à une sélection de joueurs de la conférence Est. Le vainqueur remporte la Coupe Byzov. Il se déroule le 12 février 2011 à Oufa. Les capitaines des équipes sont Stanislav Botcharov (Bars) pour l'Est et Nikita Totchitski (SKA-1976) pour l'Ouest.

### Titulaires
Du 3 novembre 2010 au 20 janvier 2011, les supporteurs votent pour élire les douze titulaires au coup d'envoi.
Conférence Ouest
|   | Numéro | Joueur                | Nationalité | Équipe                  | Voix  |
| - | ------ | --------------------- | ----------- | ----------------------- | ----- |
| G | 50     | Kristers Gudlevskis   | Lettonie    | HK Riga                 | 9 409 |
| D | 5      | Anton Popov           | Russie      | MHK Khimik              | 8 450 |
| D | 79     | Artour Amirov         | Russie      | Loko                    | 8 380 |
| A | 91     | Nikita Totchitski (C) | Russie      | SKA-1976                | 9 138 |
| A | 99     | Anton Lazarev         | Russie      | Mytichtchinskye Atlanty | 8 953 |
| A | 97     | Nikita Goussev (A)    | Russie      | Krasnaïa Armia          | 8 927 |

Conférence Est
|   | Numéro | Joueur                  | Nationalité | Équipe          | Voix  |
| - | ------ | ----------------------- | ----------- | --------------- | ----- |
| G | 50     | Rafael Khakimov         | Russie      | Tolpar          | 7 625 |
| D | 47     | Stanislav Kalachnikov   | Russie      | Omskie Iastreby | 6 428 |
| D | 6      | Konstantin Plaksine     | Russie      | Belye Medvedi   | 5 899 |
| A | 71     | Kirill Polozov          | Russie      | Tolpar          | 7 161 |
| A | 18     | Stanislav Botcharov (C) | Russie      | Bars            | 6 855 |
| A | 28     | Denis Goloubev (A)      | Russie      | Bars            | 6 623 |

### Autres joueurs sélectionnés
| Numéro            | Nom                       | Équipe                  | Poste |
| ----------------- | ------------------------- | ----------------------- | ----- |
| 62                | Roman Smiriaguine         | Krylia Sovetov          | G     |
| 94                | Nikolaï Gontcharov        | Minskie Zoubry          | D     |
| 33                | Denis Gribko              | Iounost                 | D     |
| 7                 | Ildar Valeïev             | MHK Khimik              | D     |
| 3                 | Aleksandr Karpouchkine    | Cherif                  | D     |
| 15                | Dmitri Molodtsov          | Serebrianye Lvi         | D     |
| 2                 | Roman Tataline            | Rousskie Vitiazi        | D     |
| 32                | Raimonds Vilkoits         | Riga                    | A     |
| 71                | Aleksandr Gogolev         | MHK Spartak             | A     |
| 90                | Pavel Dedounov            | Amourskie Tigry         | A     |
| 61                | Aleksandr Denejkine       | Krylia Sovetov          | A     |
| -                 | Nikita Dvouretchenski (A) | Cherif                  | A     |
| 69                | Alekseï Zaïtsev           | Almaz                   | A     |
| 96                | Ignat Zemtchenko          | Almaz                   | A     |
| 95                | Albert Konozov            | SKA-1946                | A     |
| 59                | Juris Upitis              | Riga                    | A     |
|                   |                           |                         |       |
| Leonids Tambijevs | Leonids Tambijevs         | Riga                    | E     |
| Igor Gorbenko     | Igor Gorbenko             | Mytichtchinskye Atlanty | E     |
| Vadim Privalov    | Vadim Privalov            | Krylia Sovetov          | E     |

| Numéro             | Nom                    | Équipe              | Poste |
| ------------------ | ---------------------- | ------------------- | ----- |
| 39                 | Andreï Simoroz         | Gazovik             | G     |
| 9                  | Viktor Antipine        | Stalnye Lissy       | D     |
| 72                 | Vladislav Bero         | Olimpia             | D     |
| 77                 | Valeri Vassiliev       | Loko                | D     |
| 43                 | Maksim Ignatovitch (A) | Stalnye Lissy       | D     |
| 30                 | Anton Kapotov          | Kouznetskie Medvedi | D     |
| 64                 | Ievgueni Kounaïev      | Tchaïka             | D     |
| 88                 | Iaroslav Alchevski     | Reaktor             | A     |
| 99                 | Stanislav Alchevski    | Reaktor             | A     |
| 40                 | Daniil Apalkov         | Stalnye Lissy       | A     |
| 30                 | Artiom Gareïev         | Tolpar              | A     |
| 95                 | Ievgueni Grigorenko    | Stalnye Lissy       | A     |
| 82                 | Sergueï Iemeline       | Tolpar              | A     |
| 15                 | Dmitri Potaïtchouk     | Belye Tigry         | A     |
| 91                 | Filipp Savtchenko      | Avto                | A     |
| 23                 | Aleksandr Streltsov    | Avto                | A     |
|                    |                        |                     |       |
| Ievgueni Korechkov | Ievgueni Korechkov     | Stalnye Lissy       | E     |
| Aleksandr Semak    | Aleksandr Semak        | Tolpar              | E     |
| Vsevolod Elfimov   | Vsevolod Elfimov       | Bars                | E     |

### Résultat
| 12 février 2011 | Conférence Est | 3-2 (TB) (0-1, 0-1, 2-0, 0-0, 1-0) | Conférence Ouest | Oufa Arena 7 950 spectateurs |

| Feuille de match | Feuille de match                                                   | Feuille de match       | Feuille de match                      | Feuille de match                              |
| ---------------- | ------------------------------------------------------------------ | ---------------------- | ------------------------------------- | --------------------------------------------- |
|                  | Apalkov (Grigorenko) Streltsov (Kalachnikov, Savtchenko) Streltsov |                        | Goussev (Totchiski) Goussev (Lazarev) | Arbitrage : Naoumov Kouliov Parfionov Tomilov |
| Khakimov Simoroz | Gardiens                                                           | Gudlevskis Smiriaguine |                                       | Arbitrage : Naoumov Kouliov Parfionov Tomilov |
| 6 min            | Pénalités                                                          | 10 min                 |                                       | Arbitrage : Naoumov Kouliov Parfionov Tomilov |
|                  |                                                                    |                        |                                       | Arbitrage : Naoumov Kouliov Parfionov Tomilov |

## Trophées et honneurs personnels

### Meilleurs joueurs
Chaque mois, les analystes de la MHL élisent les joueurs les plus méritants. 
| Mois                     | Gardien                                | Défenseur                           | Attaquant                            |
| ------------------------ | -------------------------------------- | ----------------------------------- | ------------------------------------ |
| Septembre                | Rafael Khakimov (Tolpar)               | Alekseï Martchenko (Krasnaïa Armia) | Nikita Totchitski (SKA-1946)         |
| Octobre                  | Denis Kovaliov (Minskie Zouby)         | Iegor Iakovlev (Bars)               | Anton Bourdassov (Belye Medvedi)     |
| Novembre                 | Pavel Chegalo (Krylia Sovetov)         | Iegor Karp (Bars)                   | Kirill Polozov (Tolpar)              |
| Décembre                 | Aleksandr Zalivine (Cherif)            | Ivan Boïko (Avto)                   | Filipp Savtchenko (Avto)             |
| Janvier                  | Aleksandr Passetchnik (Khimik)         | Martins Porejs (HK Riga)            | Kirill Polozov (Tolpar)              |
| Février                  | Rafael Khakimov (Tolpar)               | Aleksandr Ossipov (Amourskie Tigry) | Vladislav Kartaïev (Tolpar)          |
| Mars                     | Rafael Khakimov (Tolpar)               | Iegor Iakovlev (Bars)               | Stanislav Botcharov (Bars)           |
| Avril                    | Dmitri Volochine (Stalnye Lissy)       | Dmitri Orlov (Kouznetskie Medvedi)  | Maksim Kitsyne (Kouznetskie Medvedi) |
| Huitièmes de finale      | Andreï Stelmakh (Amourskie Tigry)      | Alekseï Martchenko (Krasnaïa Armia) | Nikita Goussev (Krasnaïa Armia)      |
| Quarts de finale         | Sergueï Gaïdoutchenko (Krasnaïa Armia) | Igor Ojiganov (Krasnaïa Armia)      | Sergueï Iemeline (Tolpar)            |
| Demi-finales             | Sergueï Gaïdoutchenko (Krasnaïa Armia) | Mikhaïl Pachnine (Krasnaïa Armia)   | Nikita Goussev (Krasnaïa Armia)      |
| Finale / Troisième place | Sergueï Gaïdoutchenko (Krasnaïa Armia) | Mikhaïl Grigoriev (Tolpar)          | Nikita Goussev (Krasnaïa Armia)      |

### Équipe type
- Équipe type du journal Sovetski Sport :

| Gardien | Roman Smiriaguine (Almaz)                | Roman Smiriaguine (Almaz)                | Roman Smiriaguine (Almaz)                | Roman Smiriaguine (Almaz)              | Roman Smiriaguine (Almaz)           | Roman Smiriaguine (Almaz)           |
| Défense | Zakhar Arzamastsev (Kouznetskie Medvedi) | Zakhar Arzamastsev (Kouznetskie Medvedi) | Zakhar Arzamastsev (Kouznetskie Medvedi) | Alekseï Martchenko (Krasnaïa Armia)    | Alekseï Martchenko (Krasnaïa Armia) | Alekseï Martchenko (Krasnaïa Armia) |
| Attaque | Nikita Goussev (Krasnaïa Armia) -        | Nikita Goussev (Krasnaïa Armia) -        | Nikolaï Prokhorkine (Krasnaïa Armia) -   | Nikolaï Prokhorkine (Krasnaïa Armia) - | Nikita Koutcherov (Krasnaïa Armia)  | Nikita Koutcherov (Krasnaïa Armia)  |

### Trophées
- Trophée Viatcheslav Fetissov du meilleur défenseur : Alekseï Martchenko (Krasnaïa Armia).
- Trophée Vladislav Tretiak du meilleur gardien de but : Rafael Khakimov (Tolpar).
- Trophée Boris Maïorov du meilleur buteur : Sergueï Iemeline (Tolpar).
- Trophée Boris Mikhaïlov du meilleur pointeur : Kirill Polozov (Tolpar).
- Trophée Vitali Davydov du meilleur joueur des séries éliminatoires : Nikita Goussev (Krasnaïa Armia).
- Trophée Vladimir Iourzinov du meilleur entraîneur : Viatcheslav Boutsaïev (Krasnaïa Armia).